# Joseph Marlier
Joseph Alfred Marlier (Marbaix, 11 juli 1909 - 24 november 1997) was een Belgisch senator.

## Levensloop
Marlier was landbouwer van beroep. In 1958 werd hij gemeenteraadslid van Thuin.
In 1960 werd hij PSC-senator voor het arrondissement Charleroi-Thuin, in opvolging van de overleden Charles Derbaix. Hij vervulde dit mandaat tot in 1961.